# Pepsiman
Pepsiman (japanska: ペプシマン Hepburn: Pepushiman?) är ett action-datorspel som utvecklades och gavs ut av KID till Playstation den 4 mars 1999 i Japan. Det baseras på Pepsis superhjältemaskot med samma namn, och består av att spelaren undviker hinder medan Pepsiman automatiskt springer genom spelets banor. Spelet gjordes på en låg budget; detta ledde till produktionen av videoklipp som visas mellan banorna, i vilka en amerikansk man dricker Pepsi, då dessa var billiga att göra. Spelet innehåller även 3D-videoklipp, vars 3D-modeller gjordes av den framtida visuell roman-författaren Kotaro Uchikoshi. En amerikansk utgivare undersökte möjligheten att få rättigheterna till att ge ut spelet i USA, men spelet gavs aldrig ut utanför Japan.
Recensenterna jämförde spelet ofta med andra spel, däribland Crash Bandicoot, och påpekade dess enkelhet och dess pris, vilket ansågs vara lågt. En skribent på Complex inkluderade Pepsiman på en lista över "företagsmärkta spel som inte suger", och sade det inte är ett dåligt spel så länge som spelaren kan tolerera den stora mängden reklam i spelet, medan en recensent på Destructoid sade att spelet var roligt men inte jättebra, och kallade det "charmerande hjärndött". Enligt Uchikoshi sålde spelet inte bra.

## Spelupplägg

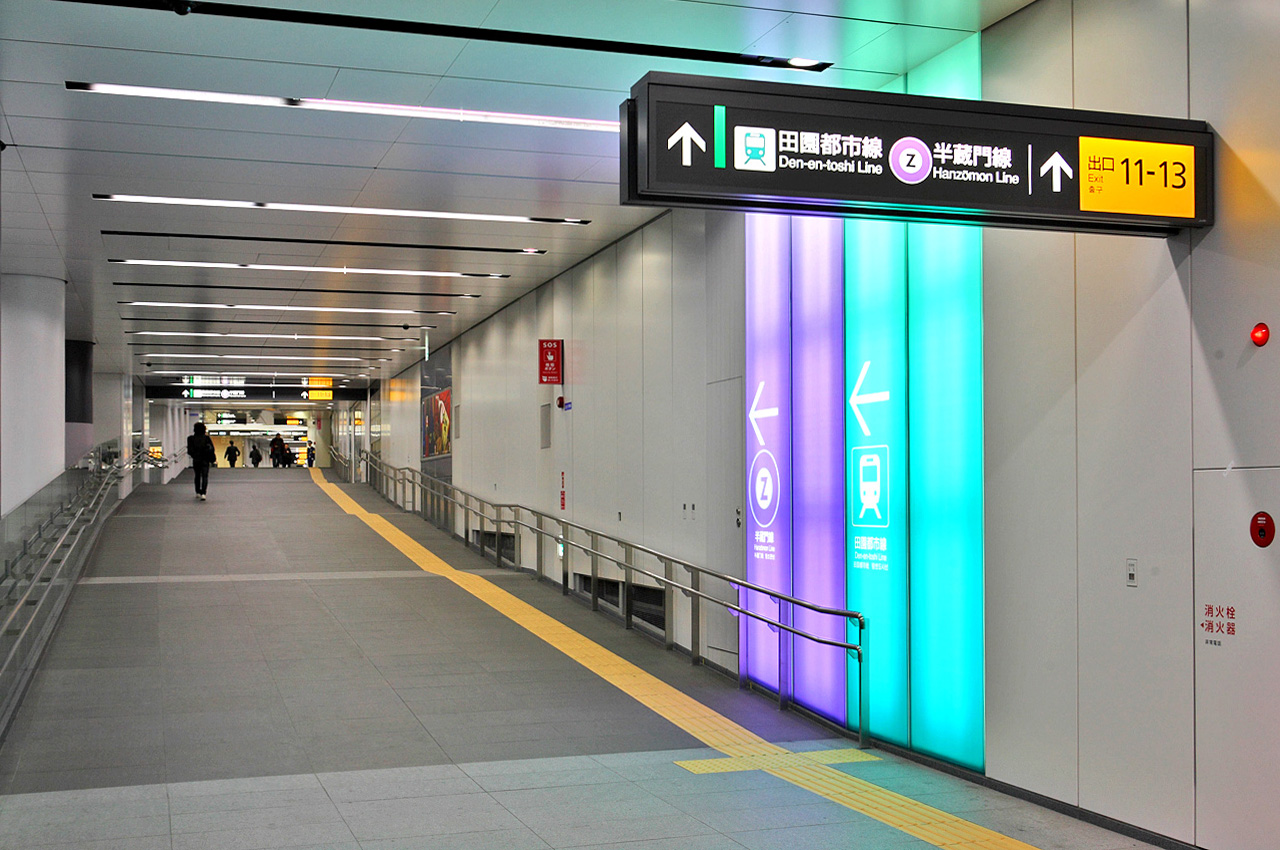
Banorna baseras på verkliga platser, såsom Tokyos tunnelbana.

Pepsiman är ett actionspel som består av fyra banor, som alla är uppdelade i mindre segment, och som involverar att superhjälten Pepsiman räddar en person som behöver något att dricka, såsom en militär i mitten av en öken, genom att ge dem en burk med Pepsi. Banorna baseras på verkliga platser, såsom San Francisco och Tokyos tunnelbana. Spelet spelas från ett tredjepersonsperspektiv; Pepsiman springer automatiskt framåt genom banorna, ibland rakt genom folks vardagsrum. Spelaren försöker undvika hinder, såsom bilar, byggkranar och människor, samt Pepsi-märkta hinder såsom en Pepsi-lastbil. Spelaren gör detta genom att använda fyra olika rörelser: han eller hon kan låta Pepsiman springa, rusa, hoppa samt utföra ett super-hopp. Spelaren får poäng genom att samla in Pepsi-burkar.
I vissa banor fastnar Pepsiman med huvudet i en steel drum, vilket får spelkontrollerna att spegelvändas, och i vissa använder han en skateboard. I varje bana finns ett antal punkter som spelaren passerar; om spelaren blir träffad av hinder för många gånger måste de börja om från den senaste passerade punkten. Varje bana slutar med att Pepsiman blir jagad av ett föremål, däribland en jättelik Pepsi-burk. Mellan banorna visas videoklipp där en amerikansk (Mike Butters) man dricker Pepsi, äter chips och pizza och tittar på TV.

## Bakgrund och utveckling

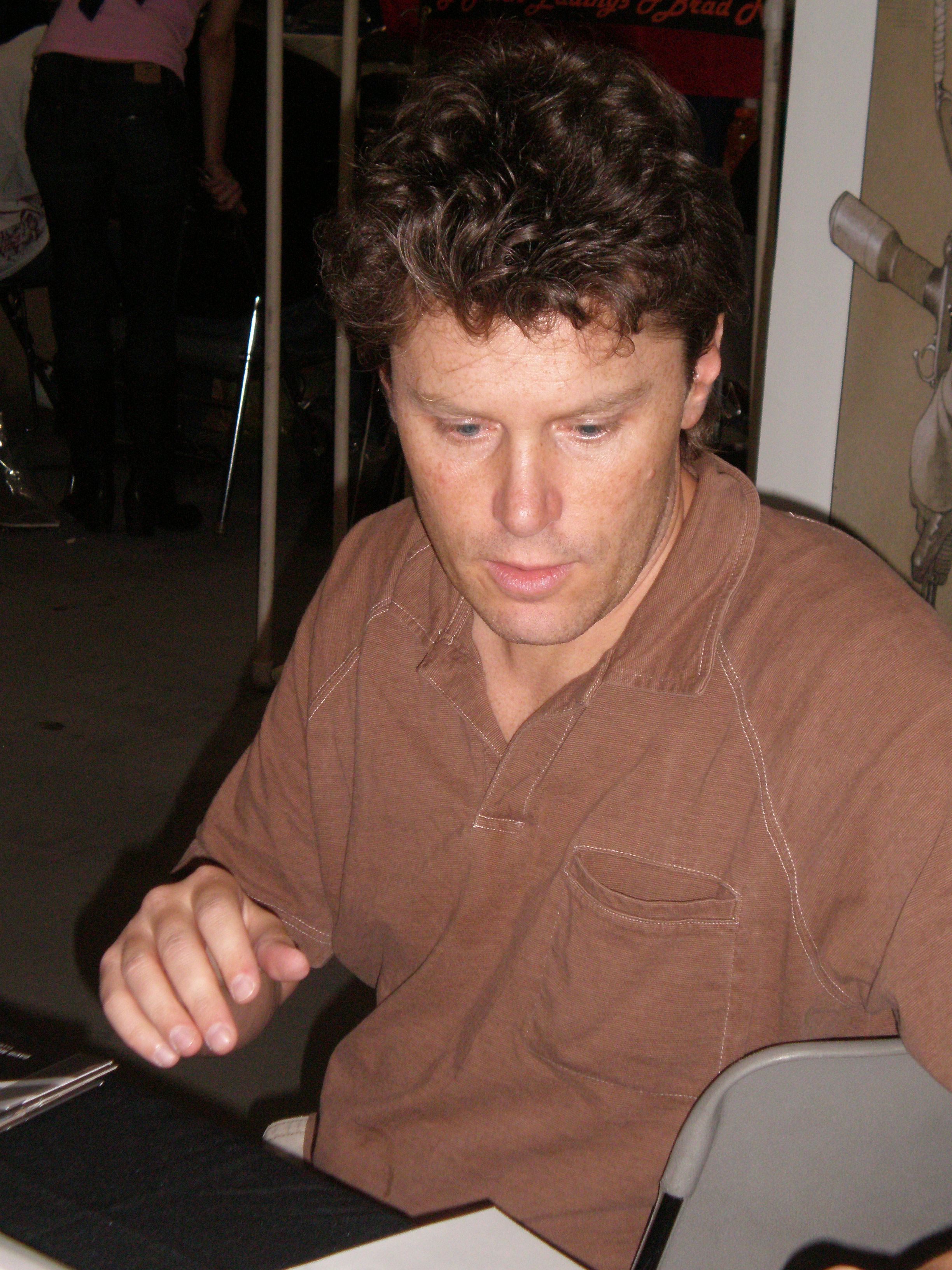
Figuren Pepsiman skapades av serietecknaren Travis Charest.

Pepsiman baseras på Pepsis maskot med samma namn, som skapades av serietecknaren Travis Charest till Pepsis japanska filial. Figuren var med i japanska reklamfilmer och i den japanska versionen av datorspelet Fighting Vipers, och blev populär i Japan. Efter detta bestämde sig Pepsi för att marknadsföra figuren ytterligare med ett datorspel.
Spelet utvecklades av det japanska datorspelsutvecklaren KID. Det gjordes på en låg budget, vilket ledde till beslutet att producera videoklippen med den amerikanske mannen som dricker Pepsi, då dessa var billiga att göra. Spelet använder sig även av 3D-videoklipp, vars 3D-modeller gjordes av Kotaro Uchikoshi, som senare skulle komma att bli författare för visuella romaner på KID. Detta var Uchikoshis första jobb; han hade anställts för att planera datorspelsversioner av bordspel, men blev istället med i utvecklingen av Pepsiman, som redan hade påbörjats när han blev anställd på KID år 1998. Spelet gavs ut i Japan av KID till Playstation den 4 mars 1999; en amerikansk utgivare undersökte möjligheten att få rättigheterna till att ge ut spelet i USA, men till slut så förblev spelet Japan-exklusivt. Trots detta är spelet helt på engelska, inte japanska. Enligt Uchikoshi sålde spelet inte bra.

## Mottagande
| Mottagande      | Mottagande      |
| Recensionsbetyg | Recensionsbetyg |
| Publikation     | Betyg           |
| --------------- | --------------- |
| Famitsu         | 25/40           |

Skribenterna från Famitsu kallade spelet "supersimpelt", jämförde det med Metro-Cross och Paperboy, och kallade det en förenklad version av Crash Bandicoot. Andra har gjort liknande bedömningar. En recensent från IGN jämförde också spelet med Crash Bandicoot, och beskrev spelupplägget som "simplistiskt [och] baserat på att lära sig [banan] utantill", och sade att det som spelet skulle bli ihågkommet för var dess "extremt bisarra premiss". Denne tyckte ändå att spelet inte var dåligt, och sade att det var värt sitt pris, vilket de ansåg var lågt. James Mielke på Gamespot kallade spelet en "snitsig liten förströelse" och sade att spelupplägget liknade de "gammaldags speldynamikerna från förr". Han påpekade det låga priset, men sade att det var svårt att få tag på importerade exemplar av spelet.
2011 gjorde Allistair Pinsof från Destructoid sin recension av spelet, och kallade det en blandning av Paperboy och Muscle March vad gäller dess komplexitet och tempo, och jämförde spelupplägget med Crash Bandicoot. Han kallade spelet ett "sådant lysande vridet och charmerande spektakel" och att det skulle vara svårt att inte gilla det. Han tyckte att den främsta anledningen att spela spelet är dess "rena galenskap". Han sade att spelet är "besatt" av Amerika, och porträtterar amerikaner som "ohygieniska hillbillies" på ett sätt som gör det oklart huruvida det är en självmedveten parodi eller inte. Han drog slutsatsen att spelet är roligt men inte jättebra, och att den "löjliga" premissen och den stora mängden små detaljer gör spelet "charmerande hjärndött". År 2013 inkluderade Justin Amirkhani från Complex spelet på en lista över "företags-märkta datorspel som inte suger". Han sade att medan spelets grafik var förlegad, var spelmekaniken väldigt lik den i Temple Run, vilket Amirkhani kallade sitt favorit-IOS-spel. Han tyckte att Pepsiman inte är ett dåligt spel för spelare med snabba reflexer så länge de kan stå ut med den stora mängden reklam i spelet; han hävdade att Pepsiman var det reklamspel som hade den största mängden "logotyper per sekund".

## Arv
Spelet recenserades 2019 i Angry Video Game Nerd som blir komiskt tvingad att spela igenom spelet av maskotet själv. Butters återvände i rollen som "TV Game Guy" som avslöjar huvudpersonen att Pepsiman tog över hans liv som förvandlade hela hans familj till krossade läskburkarna som var utspridda i hans hus. Tillsammans förgör dom Pepsiman med hjälp av Mentos som spränger honom.